# Estação da Mala-Posta do Casal dos Carreiros

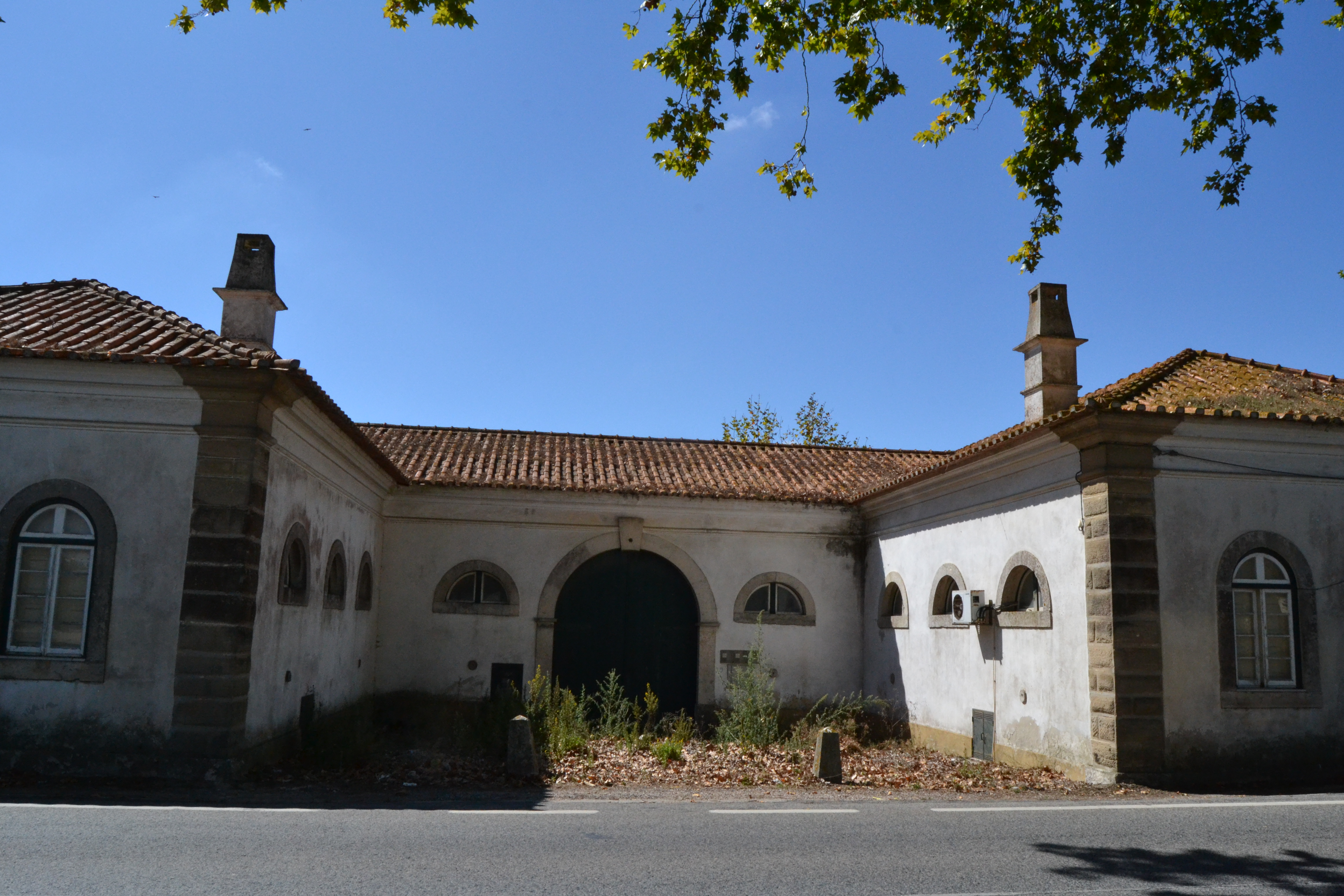

A Estação da Mala-Posta do Casal dos Carreiros localiza-se na freguesia e vila de A dos Francos, no município de Caldas da Rainha, distrito de Leiria, em Portugal.
Encontra-se classificada como Imóvel de Interesse Público desde 1977.

## História
O serviço postal em Portugal remonta à implantação do Correio-mor que, durante dois séculos, esteve nas mãos da família Gomes da Mata. Extinto em 1797, passou a ser administrado pelo Estado, inscrevendo-se no mesmo processo de desenvolvimento que se verificava desde há muito noutros países da Europa, onde o serviço de Mala-Posta se baseava no uso das diligências, em substituição aos antigos correios a pé ou a cavalo.
A edificação remonta à construção da estrada entre Lisboa e o Porto e à implantação de um serviço de mala-posta diário entre as duas cidades, a partir de 1852, no escopo das reformas empreendidas por Fontes Pereira de Melo no país. Numa primeira etapa a ligação era feita via fluvial por embarcação a vapor de Lisboa até ao Carregado, e daqui, por um troço de estrada até Coimbra. Este percurso era percorrido, em 1854, em 23 horas. Entre 1857 e 1859 foi aberto o troço até Vila Nova de Gaia, nele estando compreendida a estação do Casal dos Carreiros, elevando a viagem a um total de 34 horas.
Esta estação foi edificada entre 1855 e 1856, inaugurando essa nova fase dos transportes de correio e passageiros no país, em que as estações de muda de cavalos apresentavam uma maior unidade arquitetónica, e ofereciam melhores condições para receber os viajantes que pretendiam cear e pernoitar.
A inauguração da linha de caminho de ferro (1864) trouxe o declínio do serviço de mala-posta, que se manteve em atividade ainda por algum tempo.

## Características
Este edifício tipifica outros que encontramos pelo país, de linhas depuradas e onde prevalece o sentido utilitário. Apresenta planta em U e alçados com cunhais almofadados, abertos por vãos de lintel semicircular. No interior, o espaço do corpo central era ocupado pela sala e os volumes laterais articulavam as zonas de serviço com os quartos e a casa de banho.